# Downtown Miami
Downtown Miami è un quartiere residenziale ed il centro economico di Miami, nella Contea di Miami-Dade della Florida, negli Stati Uniti d'America. L'area della zona è di 5,48 km2 e la popolazione nel 2011 di 71.000 abitanti.

Come sede della Contea di Miami-Dade, Downtown è la sede dell'amministrazione della contea con il quartier generale presso lo Stephen P. Clark Government Center. Sebbene il municipio della città di Miami sia a Coconut Grove, anche molti uffici del comune si trovano a Downtown.

## Geografia
Downtown copre la parte centrale della città di Miami ed al suo interno si possono individuare altri distretti, come:
- Central business district: il CBD, chiamato in genere solamente "Downtown", è il centro storico di Miami ed è delimitato dalla NE 6th St a nord, la Baia di Biscayne ad est, il Miami River ad ovest e a sud. In quest'area si trovano la maggior parte degli edifici storici, dei negozi, Flagler Street, musei, biblioteche, uffici, scuole, come anche la maggior parte degli uffici pubblici locali, della contea, statali e federali;
- Brickell: è a sud del Miami River ed è un insieme di edifici residenziali di lusso ed istituzioni finanziarie, principalmente lungo Brickell Avenue;
- Omni: ospita numerosi hotel ed edifici residenziali. È delimitato dalla Baia di Biscayne ad est, NE 2nd Ave ad ovest, NE 21st St a nord e dall'Interstate 395 a sud;
- Park West: è ad ovest del Bicentennial Park, ad est della NW 1st Ave, a sud della I-195 ed a nord della NE 6th St. è famosa per ospitare molti nightclub;
- Miami Jewelry District: è famosa per le sue gioiellerie.[2] È composto da quattro isolati ed è delimitato da North Miami Avenue, NE 2nd Avenue, East Flagler Street e NE 2nd St;
- Downtown Miami Historic District: approssitativamente delimitato da NW Miami Circuit, NE 3rd Steet, NE 3rd Avenue e SE 2nd Street, il distretto è stato designato come storico il 6 dicembre 2005. Contiene 60 edifici in gran parte costruiti nel boom immobiliare degli anni 1920, che andarono a sostituire gli edifici di dimensioni inferiori costruiti dai pionieri, un esempio dei quali è Palm Cottage (60 Southeast 4th Street), costruito nel 1897;[3]
- Lummus Park Historic District: approssimativamente delimitato dalla NW Second St., NW Third Court, NW Fourth Street e NW North River Drive. Riconusciuto come distretto storico nel 2005, contiene edifici costruiti dagli anni 1910 al 1926 a seguito della realizzazione di Lummus Park nel 1909. Oltre agli stili mediterranean revival, vernacolare in legno e muratura per gli edifici residenziali, il quartiere ospita lo Scottish Rite Temple, progettato dallo studio di architettura Kiehnel and Elliot.[4][5]

Di fronte Downtown, sulla baia si trovano una serie di isole, alcune delle quali naturali ed altre artificiali, condivise con la vicina città di Miami Beach; in particolare:
- Venetian Islands: una catena di isole artificiali di fronte ad Omni collegate a Miami e Miami Beach dalla Venetian Causeway. Da ovest ad est, sono Biscayne Island (Miami), San Marco Island (Miami), San Marino Island (Miami Beach), Di Lido Island (Miami Beach), Rivo Alto Island (Miami Beach) e Belle Isle (Miami Beach);
- Watson Island: isola artificiale di fronte ad Omni collegata a Miami e Miami Beach dalla MacArthur Causeway;
- Dodge Island: combinazione di tre precedenti isole (Dodge, Lummus e Sam's Islands) oggi è la sede del Porto di Miami;
- Brickell Key: un'isola artificiale (chiamata anche Claughton Island) ad est del Miami River;
- Virginia Key: isola collegata alla terraferma dalla Rickenbacker Causeway.

## Storia
Downtown, insieme a Coconut Grove, è l'abitato più antico di Miami, con i primi insediamenti risalenti all'inizio del XIX secolo. Lo sviluppo della città iniziò negli anni 1890 con la costruzione della Florida East Coast Railway da parte di Henry Flagler della Standard Oil, estesa fino a Miami su sollecitazione di Julia Tuttle e segnando l'inizio dello sviluppo dell'area con imprenditori come William Brickell e George Edgar Merrick.

## Monumenti e luoghi d'interesse

### Architetture religiose
- Central Baptist Church (1925)

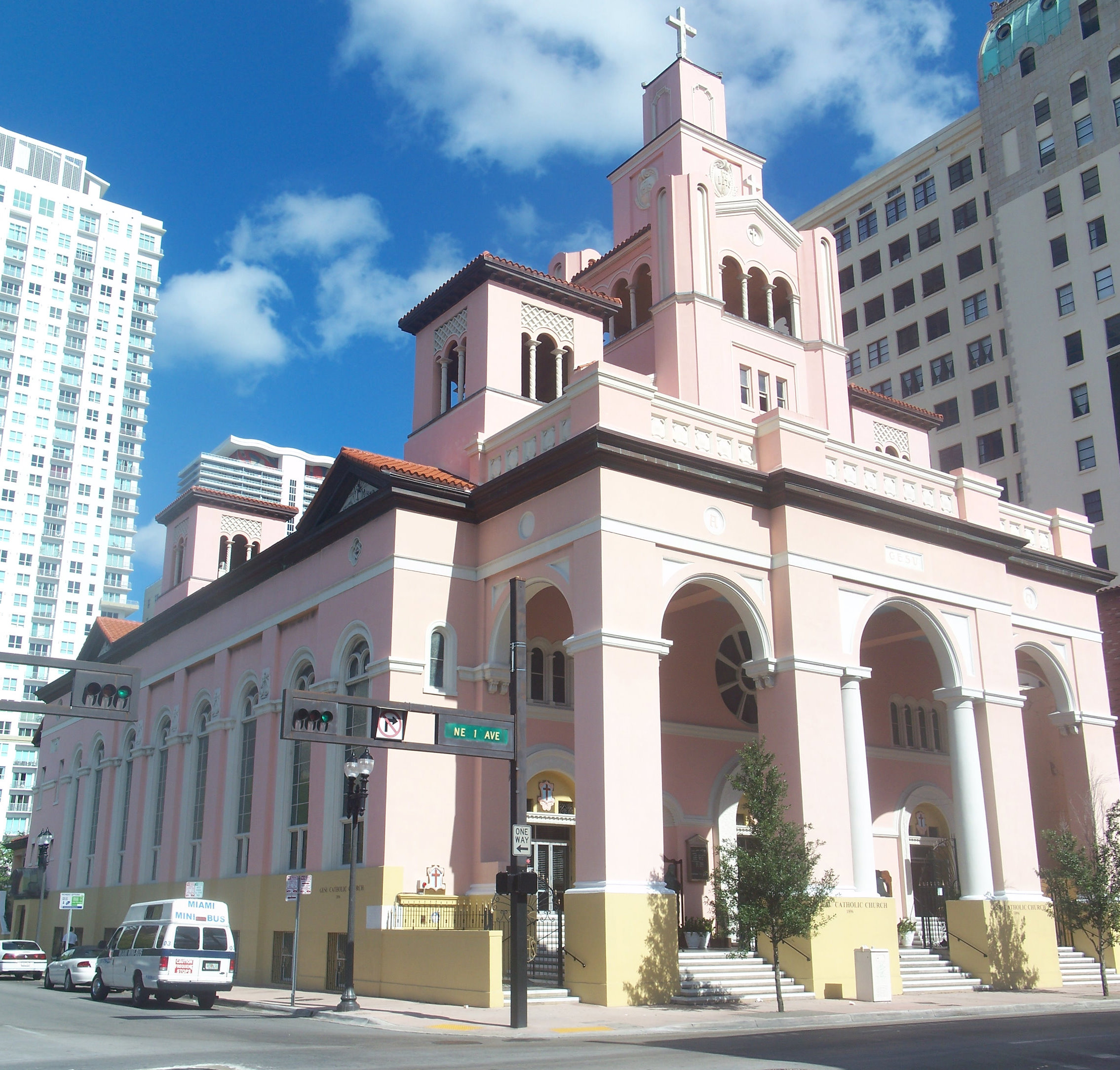
Gesu Church del 1896 è la chiesa cattolica più antica di Miami

- First Church of Christ Scientist- Miami (1925)
- First Presbyterian Church (1898)
- First United Methodist Church (1966)
- Gesu Catholic Church (1896)
- Greater Bethel AME Church (1927)
- St. Jude Catholic Church (1946)
- Temple Israel of Greater Miami (1926)
- Trinity Episcopal Cathedral (1925)
- Immanuel Lutheran Church
- Central Korean Presbyterian Church
- The Shul of Downtown and Brickell
- City of Miami Cemetery

### Architetture civili
Distretti storici
Downtown ha tre distretti storici: il Downtown Miami Commercial Historic District, il Downtown Miami Historic District e il Lummus Park Historic District.

Il Downtown Miami Historic District si estende su 1.5 km2 con oltre 60 edifici nel centro di Downtown di periodi compresi tra 1900–1924, 1925–1949 e 1950-1974. Il Downtown Miami Commercial Historic District è diventato distretto storico nel 1988 e comprende 20 edifici ad est di Downtown con stili che vanno dal XIX all'inizio del XX secolo.
Il Lummus Park Historic District, designato nel 1988, è un'area di 1.1 km2 con 43 edifici ad ovest di Downtown nei pressi di Lummus Park, compresa tra la Interstate 95 ed il Miami River. Gli edifici sono del periodo 1900-1924 e 1925-1949, con stile che vanno dal XIX all'inizio del XX secolo.
Grattacieli

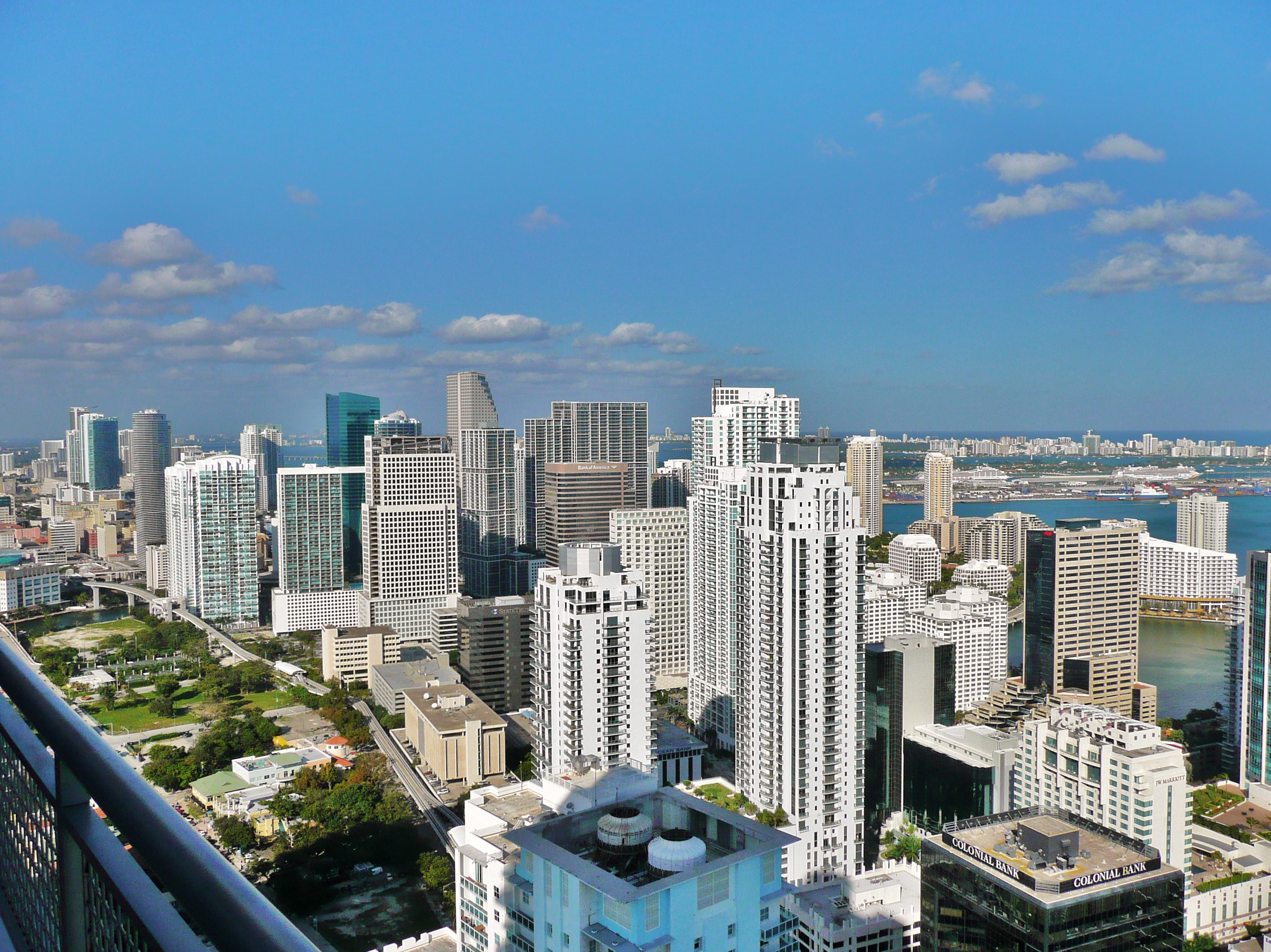
Grattacieli di Miami visti da Brickell

Il panorama di Downtown è caratterizzato da imponenti grattacieli, principalmente lungo la costa della Baia di Biscayne.
Hotel
- Four Seasons Hotel and Tower
- Hotel InterContinental
- The Grand Doubletree

Edifici residenziali
- 900 Biscayne Bay
- Ten Museum Park
- 1800 Club
- Wind
- Marinablue
- One Miami East Tower
- Opera Tower
- Quantum on the Bay Tower
- The Ivy
- Marquis Miami
- Mint
- 50 Biscayne
- Met 1
- The Loft 2
- Everglades on the Bay Tower

Uffici
- Four Seasons Hotel and Tower
- Southeast Financial Center
- Miami Tower
- One Biscayne Tower
- 1450 Brickell
- 701 Brickell Avenue
- Brickell Financial Centre
- Espirito Santo Plaza
- Sabadell Financial Center
- Brickell Bay Office Tower
- Latitude on the River|Latitude One
- SunTrust International Center
- Alfred I. DuPont Building
- Miami Center
- Courthouse Center
- Museum Tower
- Dade County Courthouse
- New World Tower
- Stephen P. Clark Government Center
- Met 2 (Wells Fargo Center)

### Aree naturali

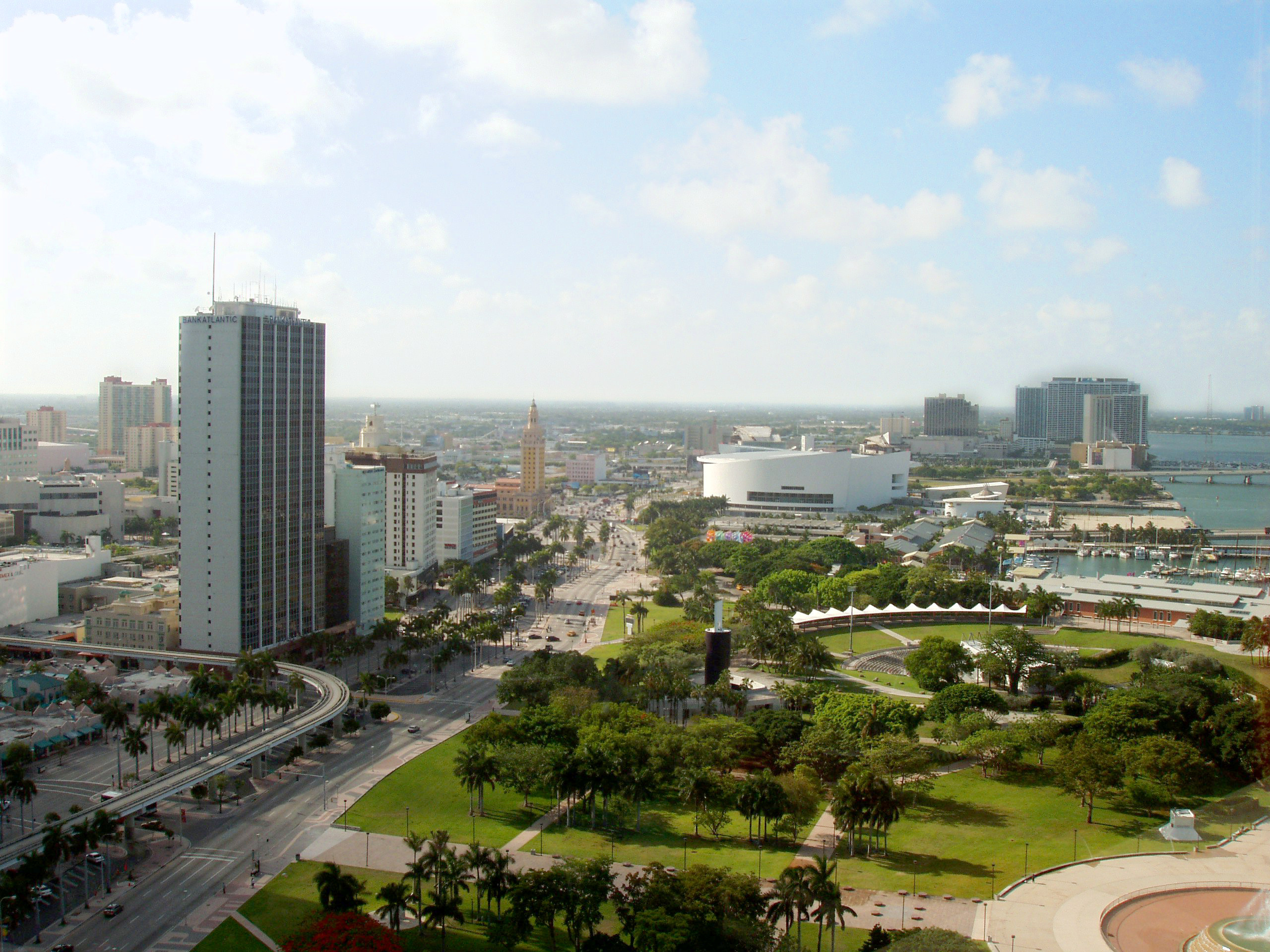
Bayfront Park

I parchi principali di Downtown sono il Bayfront Park, il Bicentennial Park ed il Pace Park. Bayfront Park è caratterizzato da un anfiteatro che ospita una serie di concerti gratuiti durante l'anno, oltre ad essere il punto di ritrovo per molte manifestazioni, come l'Orange Drop, Bike Miami ed l'"America's Birthday Bash at Bayfront Park" per l'Independence Day.
Anche il Bicentennial Park ospita numerosi concerti all'aperto, cole il Warped Tour e l'Ultra Music Festival. Bicentennial Park, invece, è attualmente in ristrutturazione.
Altri parchi nell'area di Downtown sono:
- Jungle Island
- Miami Seaquarium
- Lummus Park
- Paul S. Walker Park
- Joan Lehman Sculpture Plaza
- Robert F. Clark Plaza
- Southside Park
- Simpson Park
- Alice Wainwright Park
- Brickell Park
- Miami Circle
- Brickell Key Park
- Brickell Plaza Mini Park

### Zone commerciali
- Flagler Street
- Miami Jewelry District
- Bayside Marketplace
- Mary Brickell Village

## Società

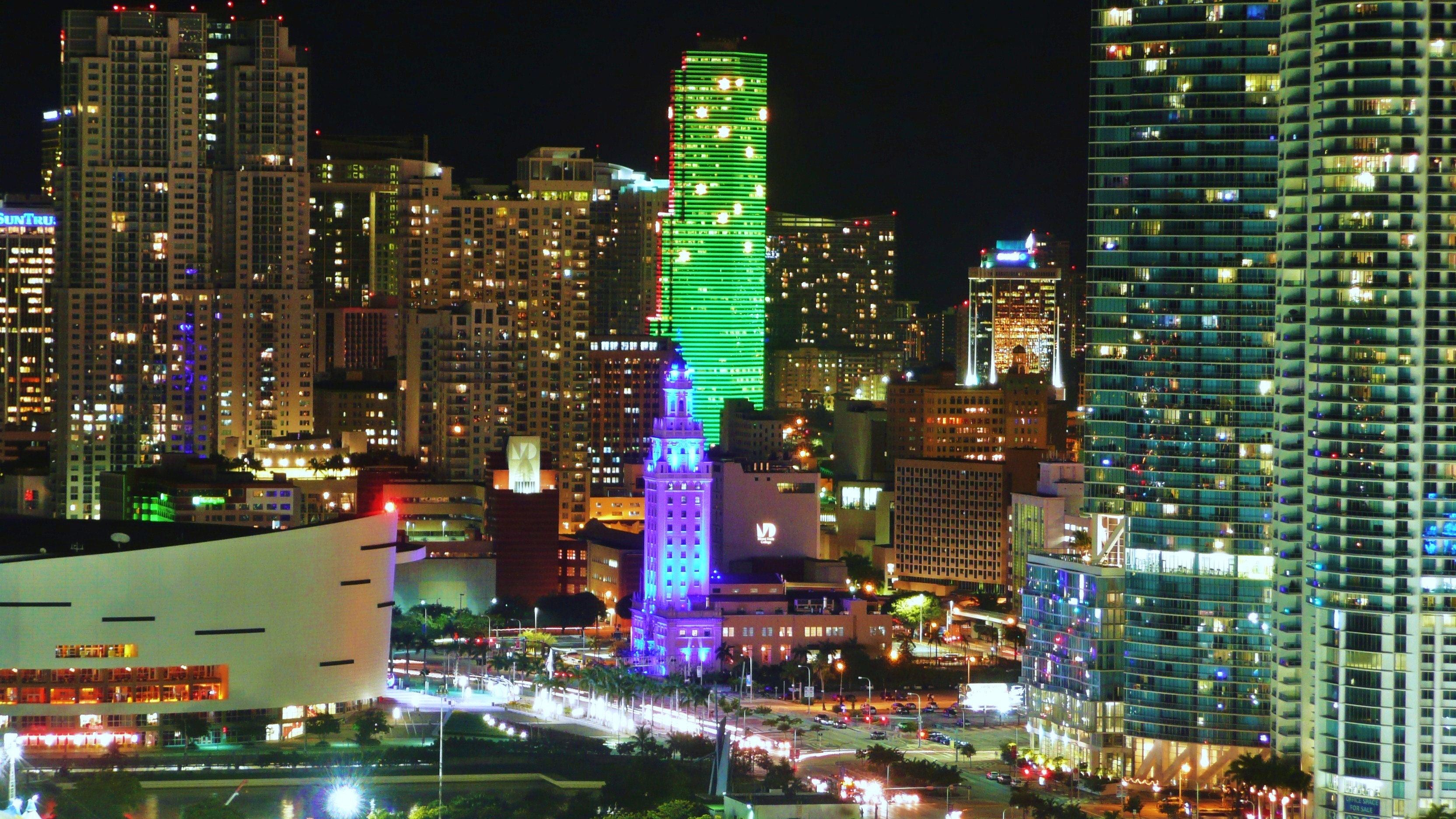
Biscayne Boulevard

Nel 2010, la popolazione di Downtown Miami era di 71.000 persone su di un'area di 5.48 km2, in crescita rispetto ai 39.176 del 2000 ed i 36.140 del 1990.

Il centro vero e proprio è il Central Business District, ma fanno parte di Downtown anche i quartieri di Brickell, a sud del Miami River, Omni, a nord lungo il Biscayne Boulevard, Park West, sul Bicentennial Park, ed il Miami Jewelry District, tra la North Miami Avenue, NE 2nd Avenue, East Flagler Street e la NE 2nd Street.
Brickell è il quartiere con la maggiore crescita di Miami ed anche uno di quelli a densità maggiore al di fuori di New York City
La composizione della popolazione nel 2010 è data dal 57.6% di ispanici, il 30.8% di bianchi, il 7.2% di persone di colore ed il 2.9% di asiatici.
Facendo riferimento ai dati del 2000, la percentuale di persone che non parla bene o affatto inglese è del 23.1%. La percentuale dei residenti nati in Florida è del 26.9%, quelli nati in un altro stato americano del 25.0%, i residenti americani nati all'estero del 6.4%, mentre la percentuale di stranieri è del 41.7%.

## Cultura

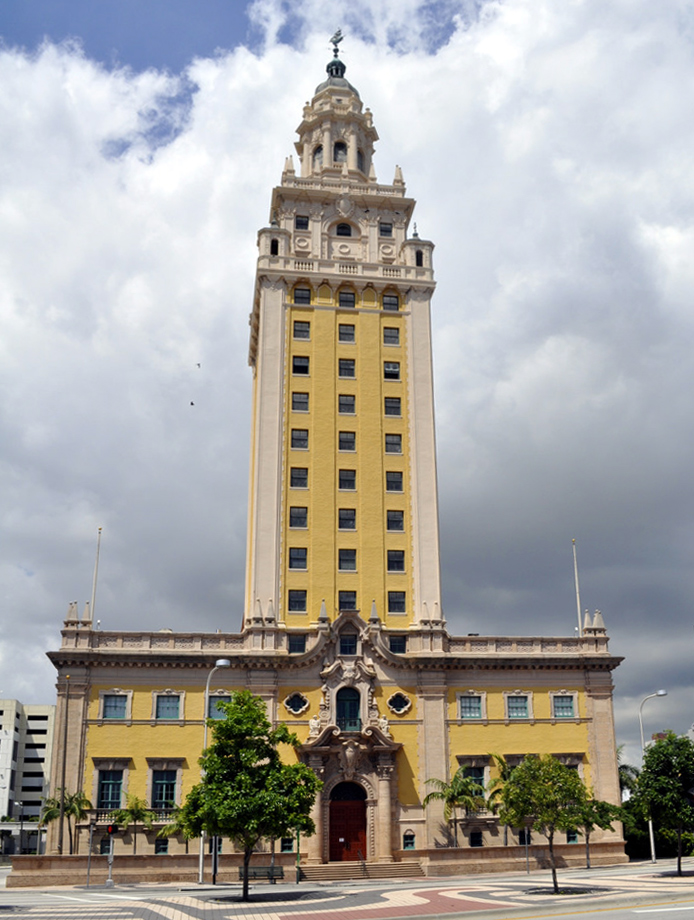
Freedom Tower, che deve la sua forma alla torre della Giralda di Siviglia, a cui è ispirata. Il nome deriva invece dal fatto che fu il centro di smistamento degli immigrati cubani negli anni ’30.

### Biblioteche
- Miami-Dade Public Library

### Scuole
A Downtown si trovano le seguenti scuole:
Scuole elementari
- Downtown Miami Charter School
- Southside Elementary School
- Ada Merritt K-8 School
- Frederick R Douglass Elementary School
- Riverside Elementary School
- Miami Children's Museum School
- Bridgepoint Academy of Greater Miami

Scuole medie
- Shenandoah Middle School
- José de Diego Middle School

Scuole superiori
- Booker T. Washington High School
- Law Enforcement Officers Memorial High School
- Young Women's Preparatory Academy
- New World School of the Arts

Scuole private
- First Presbyterian International Christian School
- Gordon Day School
- Prima Casa Montessori School

College ed università
- Miami Dade College
- Florida International University
- Miami International University of Art & Design
- Miami Culinary Institute

### Musei

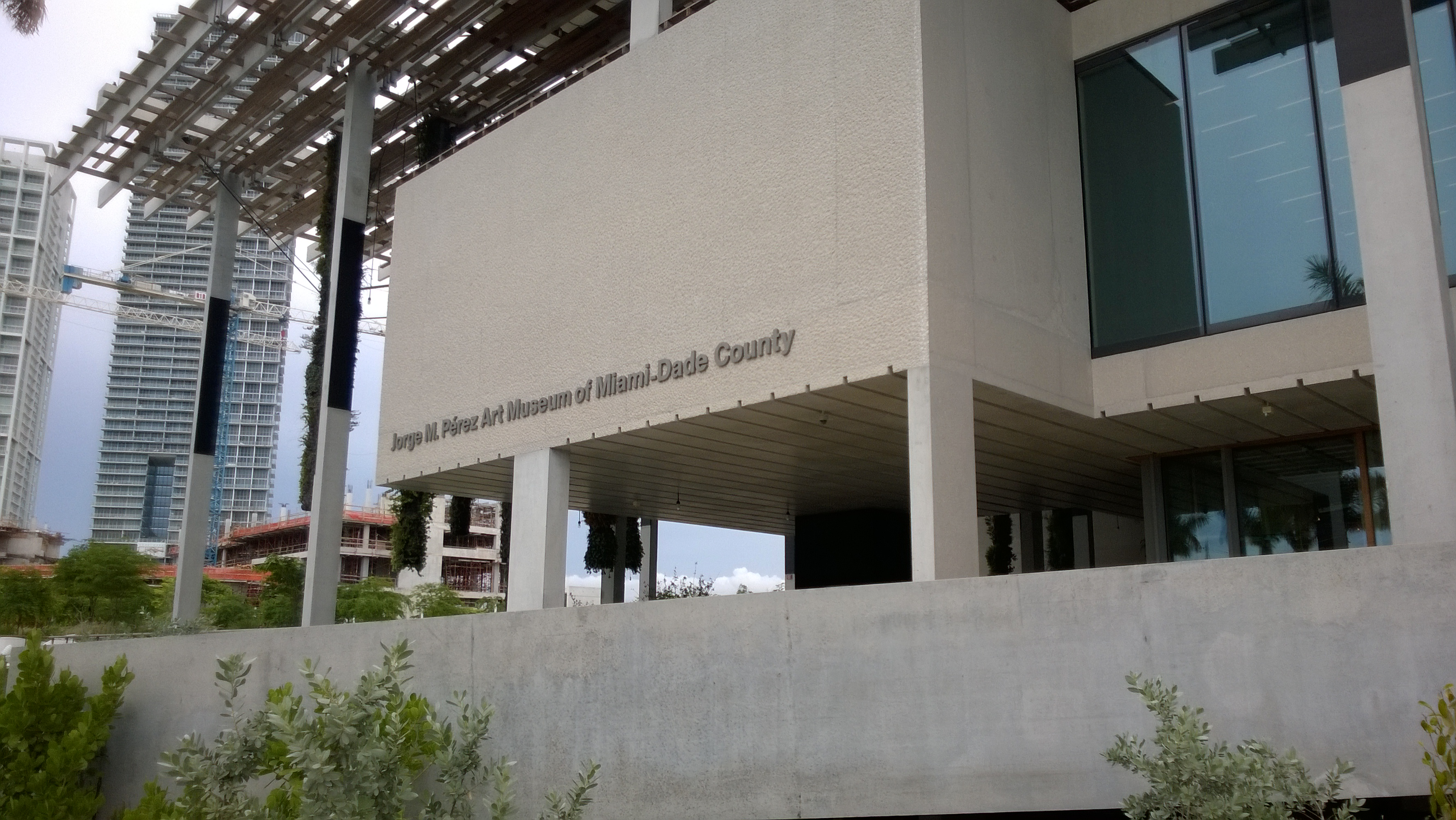
Perez Art Museum Miami

- Pérez Art Museum Miami (ex Miami Art Museum)
- HistoryMiami (ex Historical Museum of Southern Florida)
- Miami Children's Museum
- Wagner Home
- Freedom Tower
- Miami Circle

### Teatri

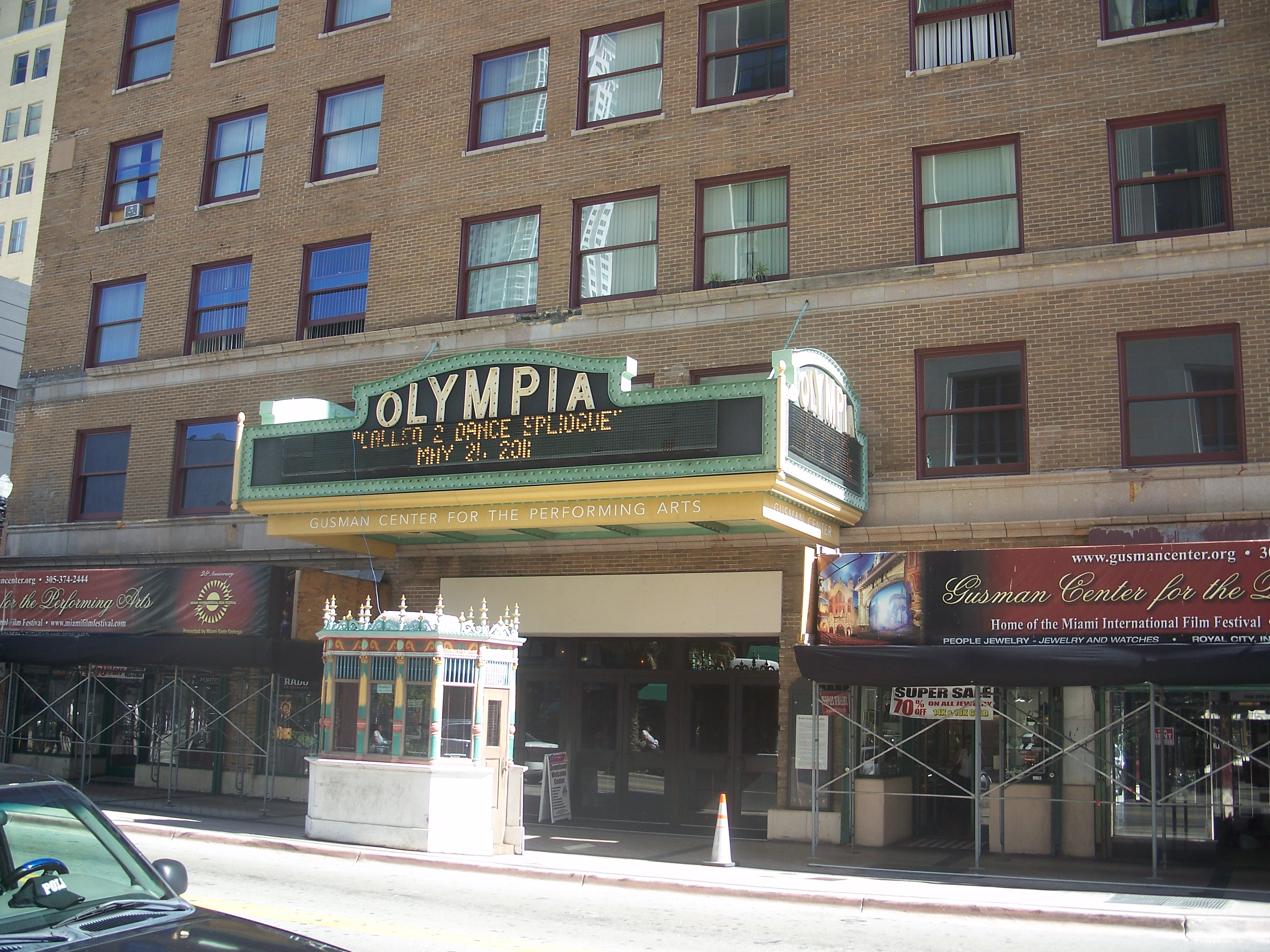
Gusman Center for the Performing Arts

- Adrienne Arsht Center for the Performing Arts
  - Ziff Ballet Opera House
  - Knight Concert Hall
  - Florida Grand Opera
- Gusman Center for the Performing Arts
- Miami City Ballet
- Miami Wind Symphony

### Eventi
- DWNTWN Concert Series, esibizioni gratuite ogni secondo venerdì del mese alle 17:30 presso il Bayfront Park
- New Year's Big Orange Drop, Bayfront Park
- Miami Marathon, in gennaio
- Ultra Music Festival, in marzo
- Miami International Film Festival, in marzo
- Winter Music Conference, in marzo
- Independence Day Celebration, Bayfront Park
- Miami Book Fair International, in novembre
- Art Basel Miami, in dicembre
- Miami International Boat Show
- The Arts Of Storytelling, in marzo

## Economia

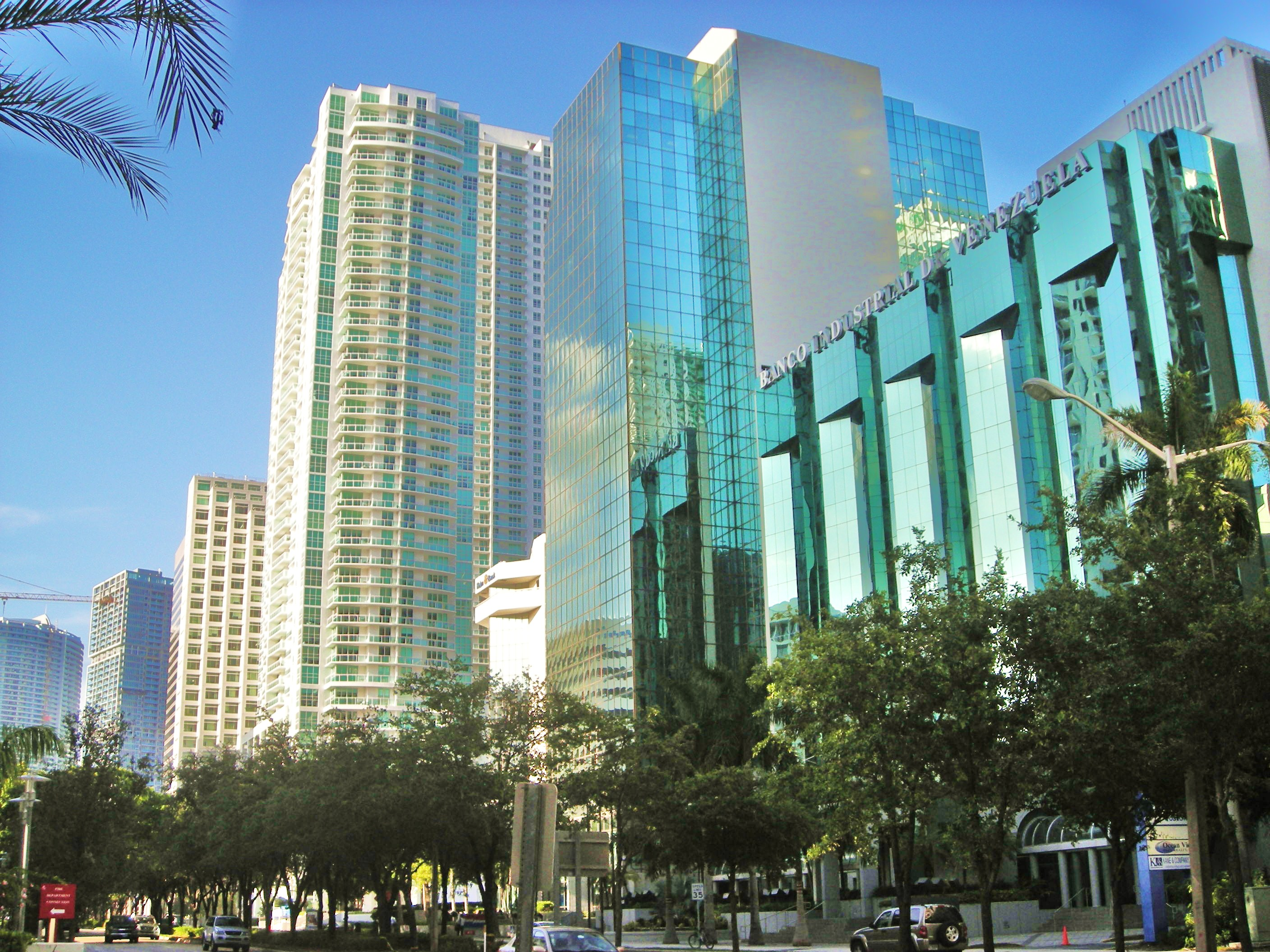
Brickell

Downtown è il polo principale del sud della Florida per quello che riguarda la finanza, il commercio e gli affari internazionali. Brickell Avenue ha la maggiore concentrazione di banche internazionali negli Stati Uniti. Con 1.900.000 m2 di spazio uffici è la sede di numerosissime aziende.
Anche diverse organizzazioni pubbliche hanno i loro uffici nella zona, come il Beacon Council, la Downtown Development Authority, l'amministrazione della contea di Miami-Dade, il Miami Police Department ed il Miami-Dade Parks and Recreation. Anche molti ufficio della città di Miami sono a Downtown, sebbene la sede del municipio sia a Coconut Grove.

## Infrastrutture e trasporti

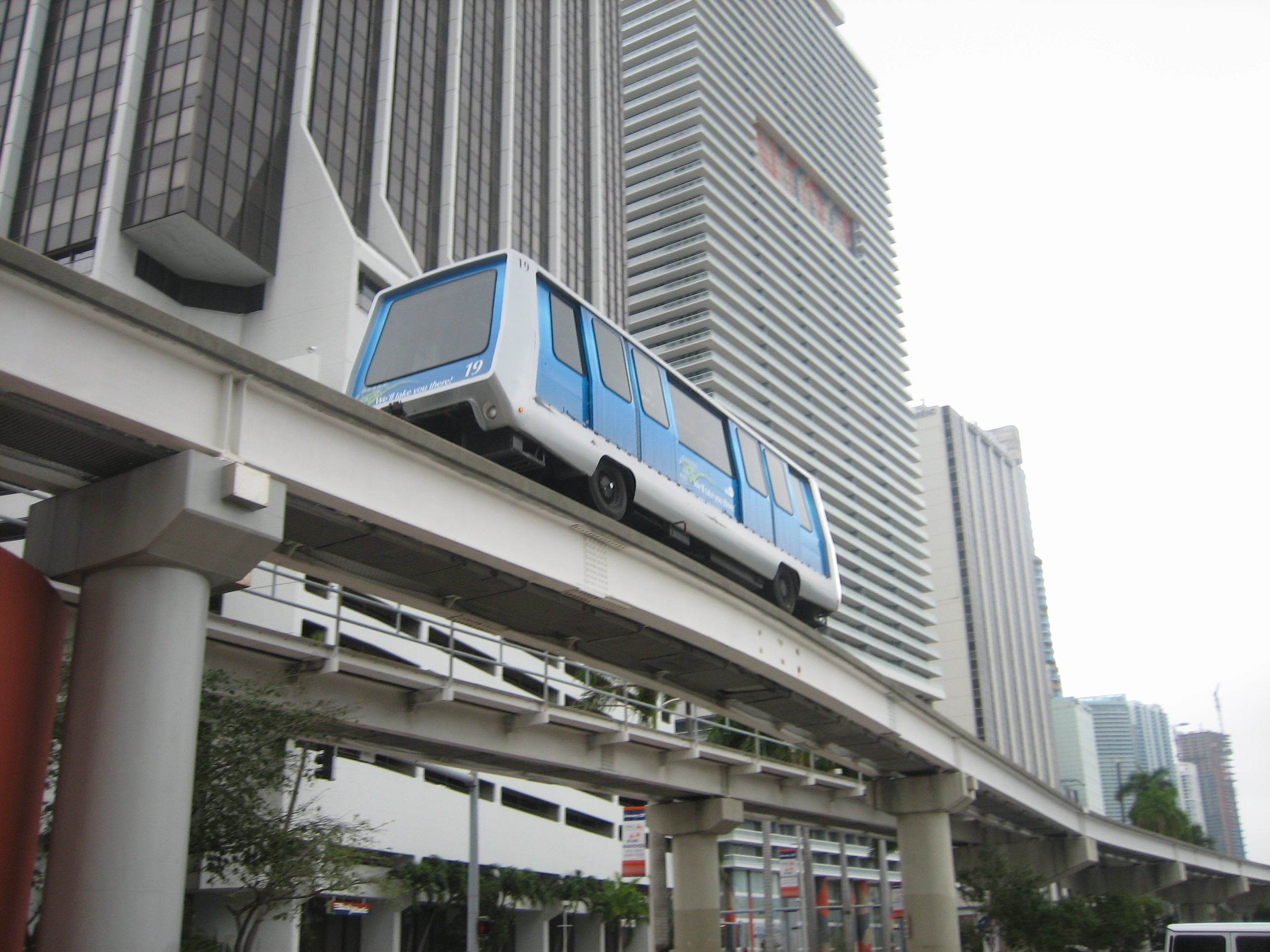
Metromover

Flagler Street è la strada principale in direzione est-ovest, mentre le strade principali in direzione nord-sud sono Brickell Avenue e Biscayne Boulevard, quest'ultima che rappresenta il tratto urbano della U.S. Route 1. Flagler Street e Miami Avenue rappresentano i riferimenti per la numerazione delle strade di Miami nei quadranti nordest, sudest, sudovest e nordovest, con le strade in direzione est-ovest chiamate Street e quelle in direzione nord-sud Avenue.
Per quanto riguarda la Metropolitana di Miami, Downtown è servita sia dal Metrorail, con le fermate di Historic Overtown/Lyric Theatre, Government Center e Brickell, che dal Metromover, con 22 stazioni distribuite in senso orario nell'Inner loop ed antiorario per il Brickell loop (verso sud) ed Omni loop (verso nord). La stazione principale è Government Center allo Stephen P. Clark Government Center, con trasferimenti tra Metromover, Metrorail e le linee del trasporto urbano del Metrobus.

## Sport

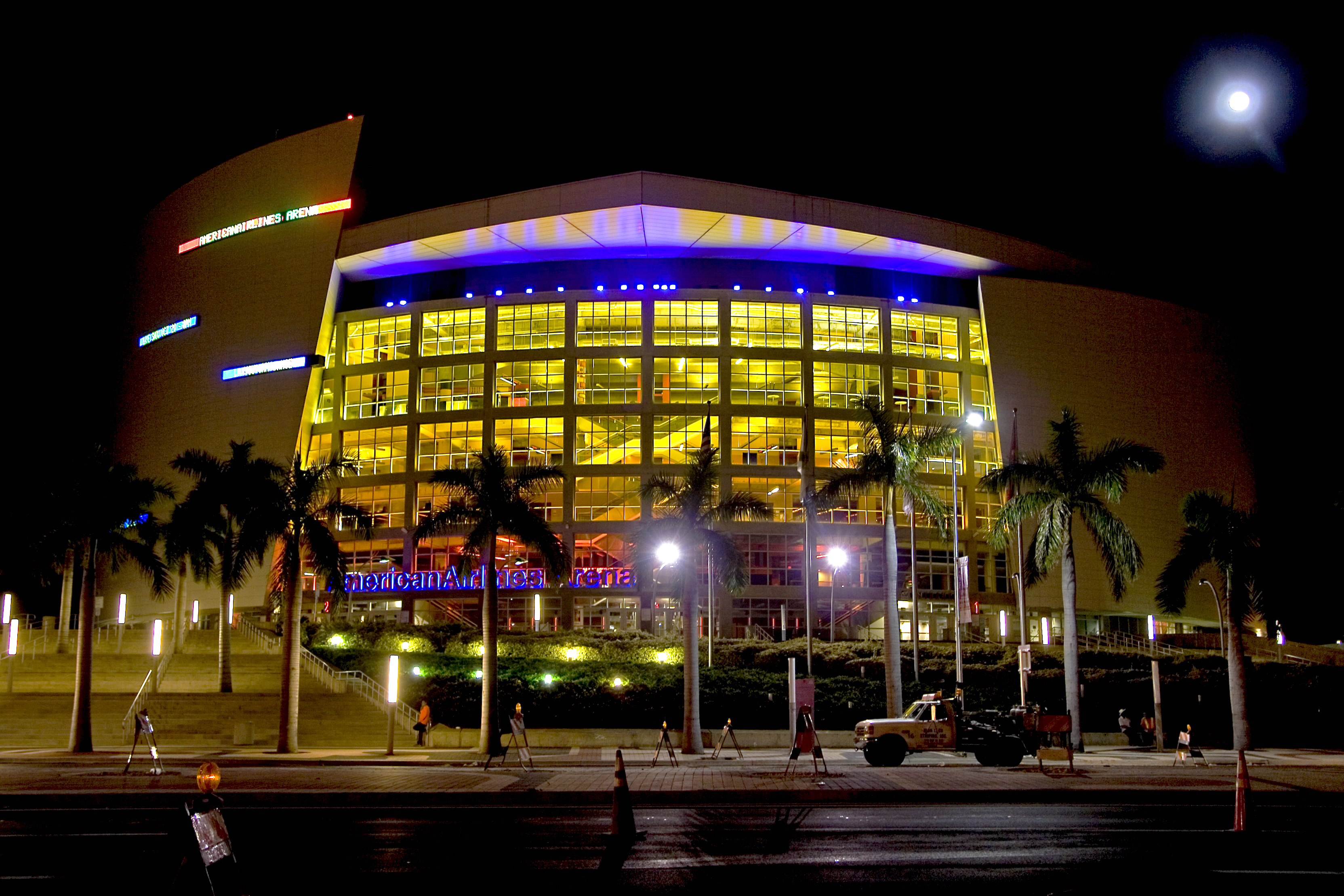
American Airlines Arena

L'American Airlines Arena è un palazzetto dello sport situato lungo il Biscayne Boulevard che viene impiegato per lo svolgimento di concerti ed ospita le partite di basket casalinghe dei Miami Heat.

## Galleria d'immagini

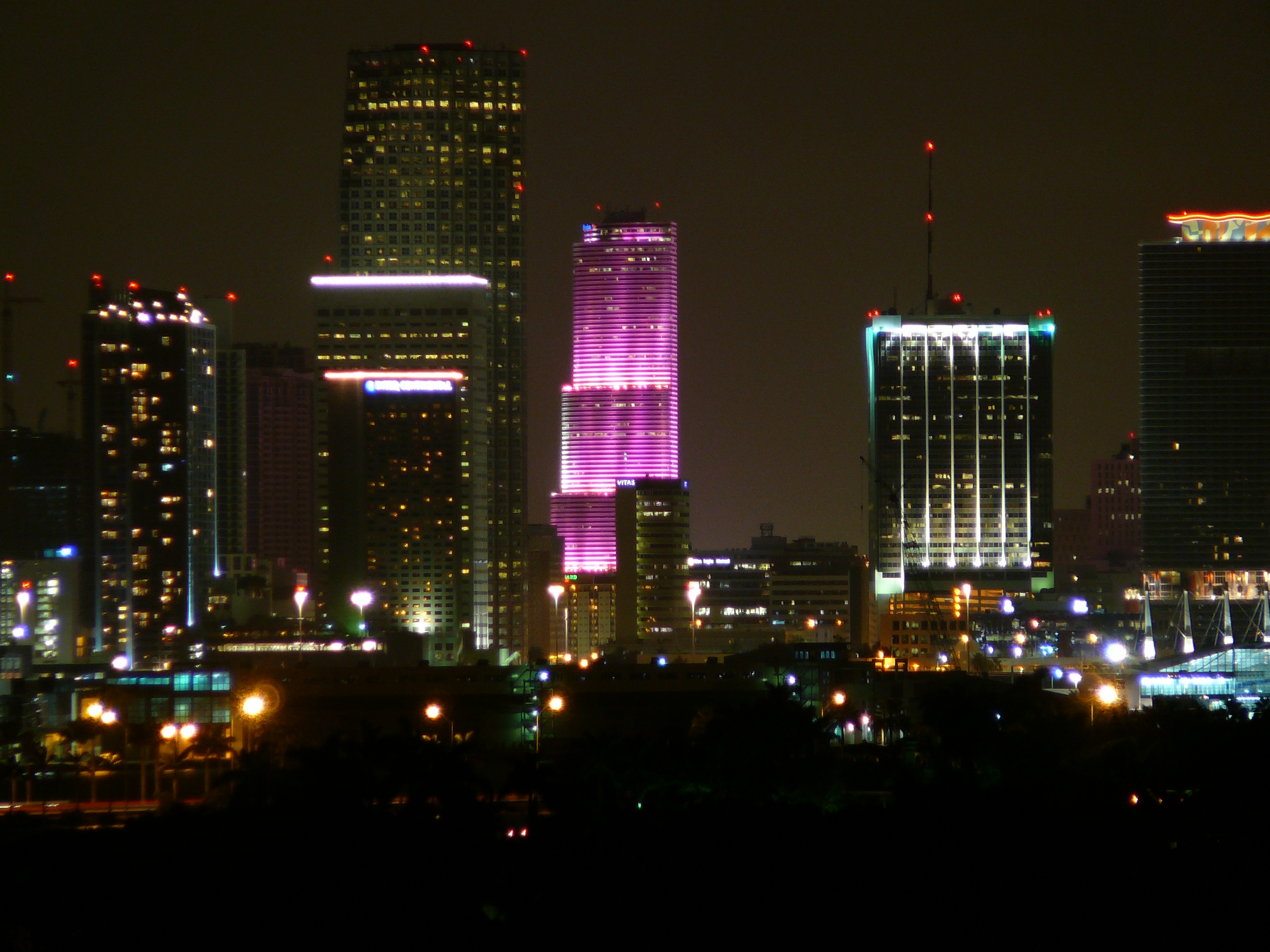
Miami Tower
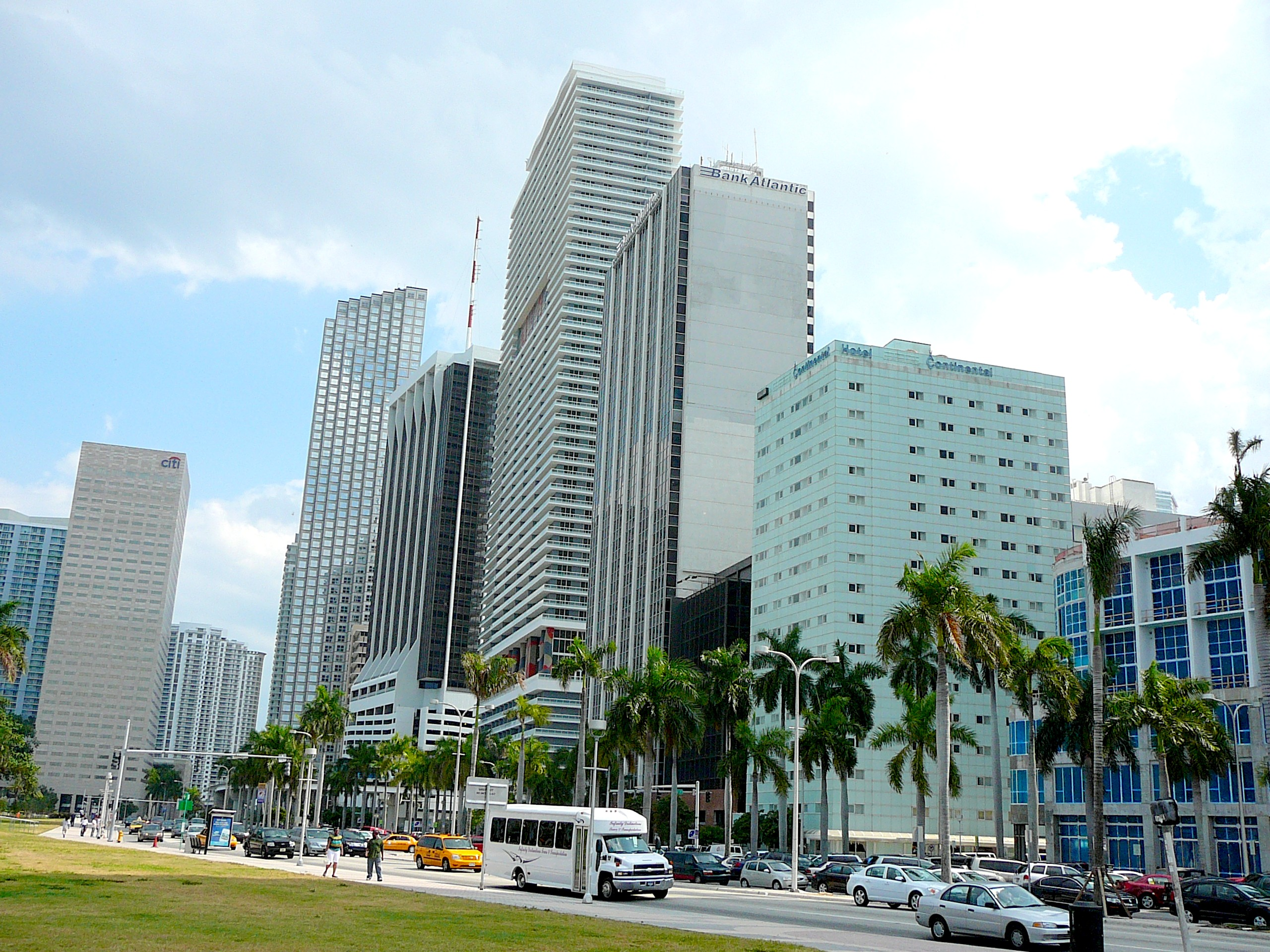
Biscayne Boulevard
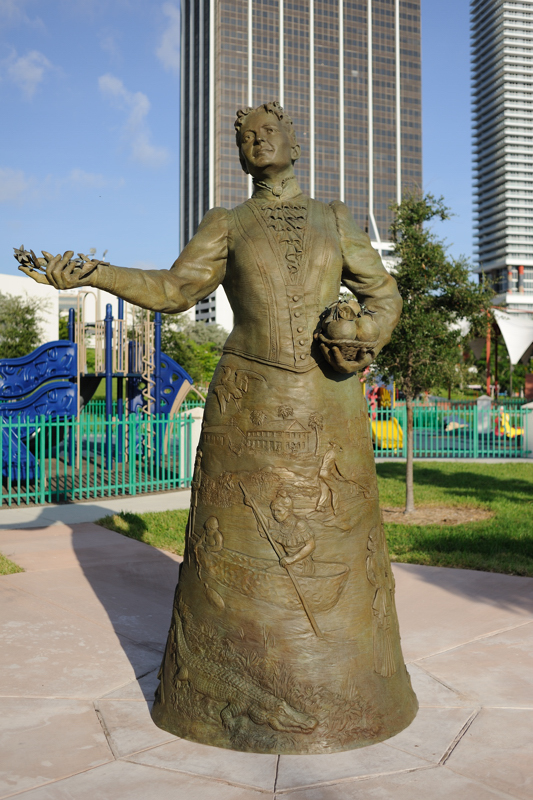
Statua di Julia Tuttle a Bayfront Park
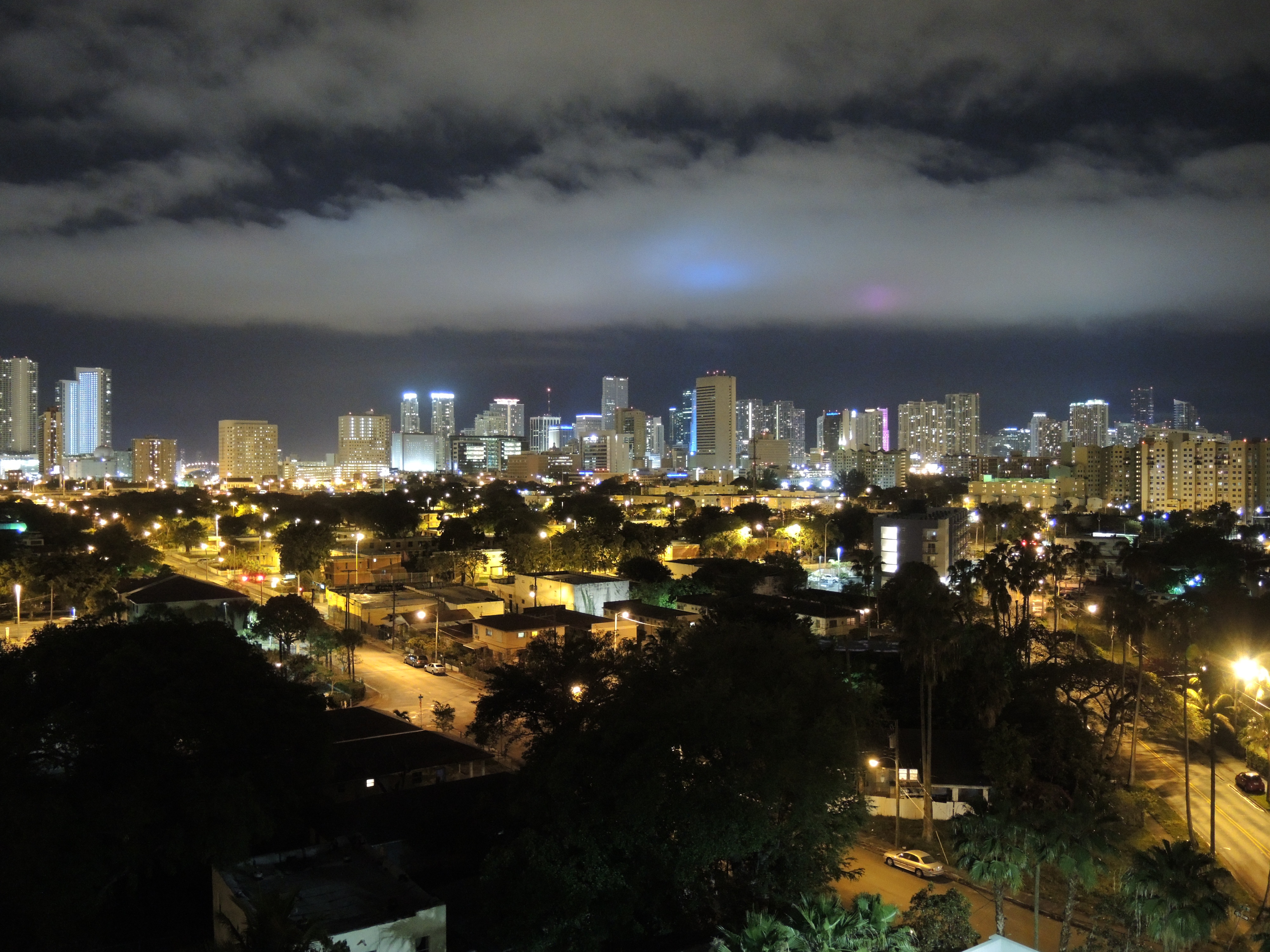
Downtown Miami visto da Spring Garden